# 12247 Michaelsekerak
A 12247 Michaelsekerak (ideiglenes jelöléssel (12247) 1988 RO11) a Naprendszer kisbolygóövében található aszteroida. Schelte J. Bus fedezte fel 1988. szeptember 14-én.

## Kapcsolódó szócikk
- Kisbolygók listája (12001–12500)